# Dreieckspitze
La Dreieckspitze ou Triangolo di Riva en italien est une montagne qui s’élève à 3 030 ou 3 031 m d’altitude dans les Hohe Tauern, à la frontière entre l'Autriche et l'Italie, entre le Tyrol et le Trentin-Haut-Adige.